# Secretaría de Economía Social
La Secretaría de Economía Social es una unidad de gobierno dependiente del Ministerio de Desarrollo Social de Argentina que asiste la cartera del gobierno nacional argentino en la tarea de promover estrategias para la generación de empleo e inclusión social a través del trabajo.
Se encuentra a cargo de la Secretaria de Economía Social, Emilio Pérsico, y depende del Ministro de Desarrollo Social de la Nación Argentina, Daniel Arroyo. 

## Acciones
Durante el 2001, en el marco de la renuncia del presidente Fernando de la Rúa, Argentina experimentó un importante índice de  desempleo a nivel nacional: 18,3 %.
Los niveles de desocupación llevaron al gobierno a la necesidad de aumentar las estrategias para fomentar la inclusión laboral de la población por lo que el Ministerio de Desarrollo Social cobró un rol protagónico en las siguientes presidencias. 
La Secretaría de la Economía Social tiene el objetivo de brindar servicio y asesoramiento ocupacional en los diferentes territorios de la Argentina, gestionar y administrar la asignación de recursos públicos y concretar programas de creación de empleos.
Las tareas se realizan a través de iniciativas y proyectos para impulsar valores asociativos, comunitarios y solidarios en virtud de las particularidades productivas de cada región argentina en particular. 
Estas acciones se encuadran en el programa Argentina Trabaja, eje político del ministerio de Desarrollo Social de la Nación Argentina. 
Además, durante la gestión de Alicia Kirchner se realizaron ferias de la Economía Social, periódicamente, en distintos puntos de Argentina, en función de la comercialización de los productos elaborados por artesanos y emprendedores del país.